# Ꜥ
L’ain (capitale : Ꜥ, minuscule : ꜥ) aussi appelé ain égyptologique, est une lettre additionnelle de l’alphabet latin utilisée dans plusieurs systèmes de translittération. Elle a généralement la forme de l’esprit rude, arrondi et peut avoir une forme plus large, en particulier en majuscule.

## Utilisation

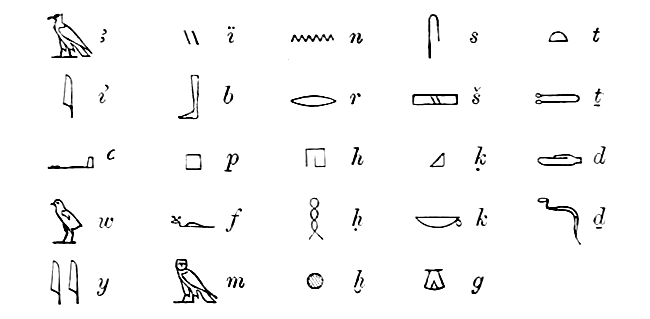
Table de translittération des hiéroglyphes égyptiens du Zeitschrift für ägyptische Sprache und Alterthumskunde de 1889.

Les égyptologues utilisent cette lettre pour translittérer l’ayn ‹ 𓂝 ›, représentant une consonne fricative pharyngale voisée [ʕ], notamment dans Zeitschrift für Ägyptische Sprache und Altertumskunde dès 1889 (remplaçant le ā utilisé auparavant, empruntant l’esprit rude des autres translittérations sémitiques), et par Alan Henderson Gardiner en 1927 ou Hannig en 1995 : 
| a |

Pour des raisons techniques historiques ou typographiques, le caractère demi-rond gauche ‹ ʿ ›, le caractère apostrophe réfléchie ‹ ʽ › ou l’apostrophe culbutée ‹ ʻ › sont aussi parfois utilisés à sa place en égyptologie.

## Représentations informatiques
L’ain peuvent être représentés avec les caractères Unicode suivants :
| lettres   | représentations | chaînes de caractères | points de code | descriptions                              |
| --------- | --------------- | --------------------- | -------------- | ----------------------------------------- |
| majuscule | Ꜥ               | Ꜥ                     | U+A724         | lettre majuscule latine ain égyptologique |
| minuscule | ꜥ               | ꜥ                     | U+A725         | lettre minuscule latine ain égyptologique |